# Eupsophus contulmoensis
Eupsophus contulmoensis är en groddjursart som beskrevs av Ortiz, Ibarra-Vidal och J. Ramón Formas 1989. Eupsophus contulmoensis ingår i släktet Eupsophus och familjen Cycloramphidae. IUCN kategoriserar arten globalt som starkt hotad. Inga underarter finns listade i Catalogue of Life.